# Девастирање православних светиња на Косову и Метохије у време НАТО бомбардовања СРЈ
Девастирање православних светиња на Косову и Метохије у време НАТО бомбардовања СРЈ, је период у новијој историји Балкана у току кога је највише бомби и других експлозивних направа бачено на територију Косово и Метохију. У једној публикацији објављеној после 1999. године Завода за заштиту споменика културе Републике Србије, као споменици и објекти под заштитом државе помиње се 210 српских православних цркава, манастира и гробаља на Косову, као једном од простора Србије са највећим бројем православних светиња и других знамења. Све те светиње биле су изложене могућим ратним разарањима.
У време НАТО бомбардовања на Косову и Метохији налазио се и знатан број џамија, као и један број богомоља других конфесија, тако да је услед НАТО бомбардовања целокупно духовно и културно благо овог простора било угрожено. У том бомбардовању један број цркава, манастира и других религиозних објеката је уништен, односно оштећен.

## Врсте оштећења
Све последица бомбардовања у НАТО агресији могу се поделити на три врсте оштећења:
Физичка
Оштећења православних светиња као последица директног дејства ракета, односно бомби. Физичка оштећења настала непосредно од граната и бомби, била су видљива после завршетка агресије и могућа је њихова санација. 
Растресена
Растресења цркава и црквених здања настала су као последица бачених бомби у непосредној близини православних светиња.
Накнадни процеси
Ови процеси, јављају се или ће се појавити у дужем или краћем времену на православних светиња услед дејства високе температуре и сагоревања нафтиних деривата и других хемијских супстанци, услед паљења. Будућност растресених цркава и других црквених објеката је неизвесна. С обзиром на конструкцију и материјал од кога су средњовековне цркве грађене, постоји оправдана бојазан да се неке светиње у догледно време заруше. Посебно су угрожени манастири: Грачаница, Пећка патријаршија и Дечани.